# Johan (Johansson) Kyander
Johan (Johansson) Kyander, född 1730 i Rantasalmi, död  23 mars 1820 i Heinävesi, var en finsk officer och godsägare.

## Biografi

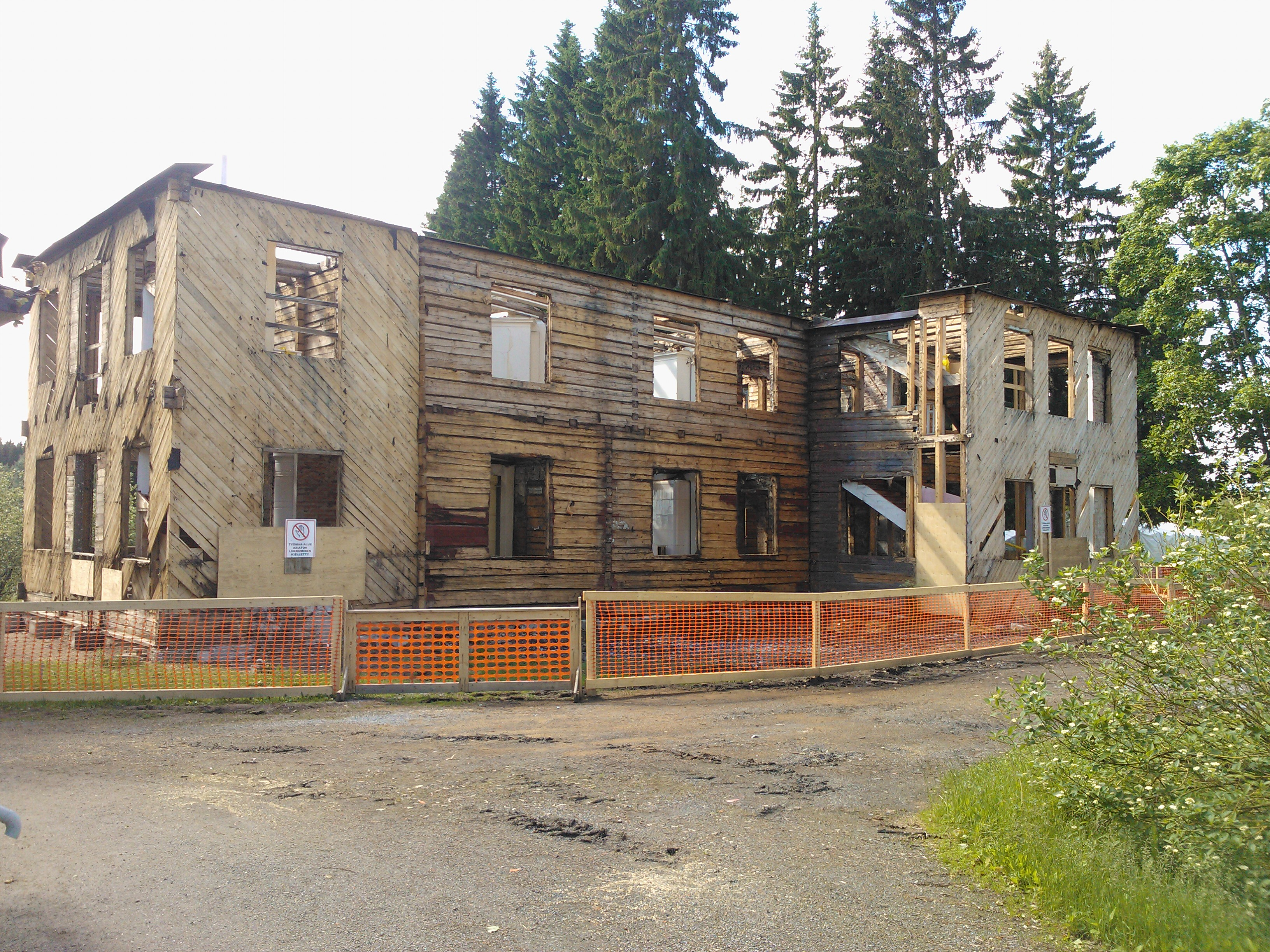
Papinniemi efter branden 2011

Johan Kyanders föräldrar var prosten Johan (Andersson) Kyander (död 1743) och Anna Elisabet Södermarck (död 1738). Han växte upp på den tidigare kungsgården Strandgård i Rantasalmi. Johan Kyander ingick äktenskap 1753 med Hedvig Kristina Orbinski (1734–1788), dotter till kornetten Lorenz Orbinski och Gertrud Kristina Gyllenspång.
Johan Kyander var förare vid Karelska lätta dragonkåren och blev sedermera fänrik. Tillsammans med sin bror Nils (Johansson) Kyander ägde han Strandgård, vari ingick Papinniemi ägor i Heinävesi på andra sidan Saimen. Här anlade han på 1770-talet Papinniemi herrgård. Efter storskiftet 1804 bytte de två gårdarna status med varandra: Papinniemi blev huvudgård och den gamla kungsgården Strandgård omvandlades till utgård. De övriga små herrgårdar som syskonen ärvt efter fadern, framför allt Kolkonhovi som varit i familjens ägo sedan 1660-talet och Tornila i Tornioniemi, såldes efter hand, Kolkonhovi 1766 till regementsskrivaren Johan Huchtberg. Papinniemi är idag mer känt som Valamo nya kloster, ett av den finska ryskortodoxa kyrkans viktigaste center. Papinniemis herrgårdsbyggnad, som på senare år länge stått oanvänd, förstördes genom brand 2011.
Johan Kyander var far till hovsekreteraren Johan Henrik Kyander (1764–1840).